# Sanjemangabey
De sanjemangabey (Cercocebus sanjei)  is een zoogdier uit de familie van de apen van de Oude Wereld (Cercopithecidae). De wetenschappelijke naam van de soort werd voor het eerst geldig gepubliceerd door Mittermeier in 1986.

## Voorkomen
De soort komt voor in het Mwanihana Forest Nature Reserve en het Uzungwa Scarp Nature Reserve op de oostelijke hellingen van het Udzungwagebergte in Tanzania.